# Michele Baio
Michele Baio (originale francese Michel de Bay, latinizzato in Michaël Baius; Meslin-l'Évêque, 1513 – Lovanio, 16 settembre 1589) è stato un teologo belga, fondatore del baianismo, dottrina che sosteneva tesi molto vicine a quelle di Lutero e Calvino e che è considerata l'anticipatrice del giansenismo.
Studiò e insegnò all'università di Lovanio, divenendo prima magister in teologia (1550), poi professore di Sacra Scrittura (1551), e infine cancelliere (1575).
Nel 1563 fu nominato, insieme all'amico Jean Hessels, rappresentante del Belgio al Concilio di Trento.
Baio propugnava il ritorno alle fonti bibliche e patristiche; negava il carattere soprannaturale della condizione originale dell'uomo nel paradiso terrestre e perciò ne deduceva la corruzione totale dell'uomo dopo il peccato originale e l'impossibilità di resistere alla grazia.
Il baianismo provocò varie polemiche e condanne: fu condannato nel 1567 da papa Pio V e ancora nel 1580 da papa Gregorio XIII.